# Pârâul Stânei, Târnava Mare
Pârâul Stânei este un curs de apă, afluent al râului Târnava Mare.  

## Hărți
- Harta județului Harghita